# Píel
D'acord amb la mitologia grega, Píel va ser un dels fills de Neoptòlem, rei de l'Epir, i d'Andròmaca. Píel era net, per part de pare, de l'heroi grec Aquil·les. Els seus germans eren Molós, futur rei de l'Epir, i Pèrgam.
Píel es va quedar a l'Epir, i Pirros, fill d'Eàcides, es proclamava, al cap de molts anys, descendent d'ell. Va morir ben jove degut a una maledicció del déu Apol·lo.